# Scheid (Lohmar)
Scheid ist ein Stadtteil von Lohmar im Rhein-Sieg-Kreis in Nordrhein-Westfalen.

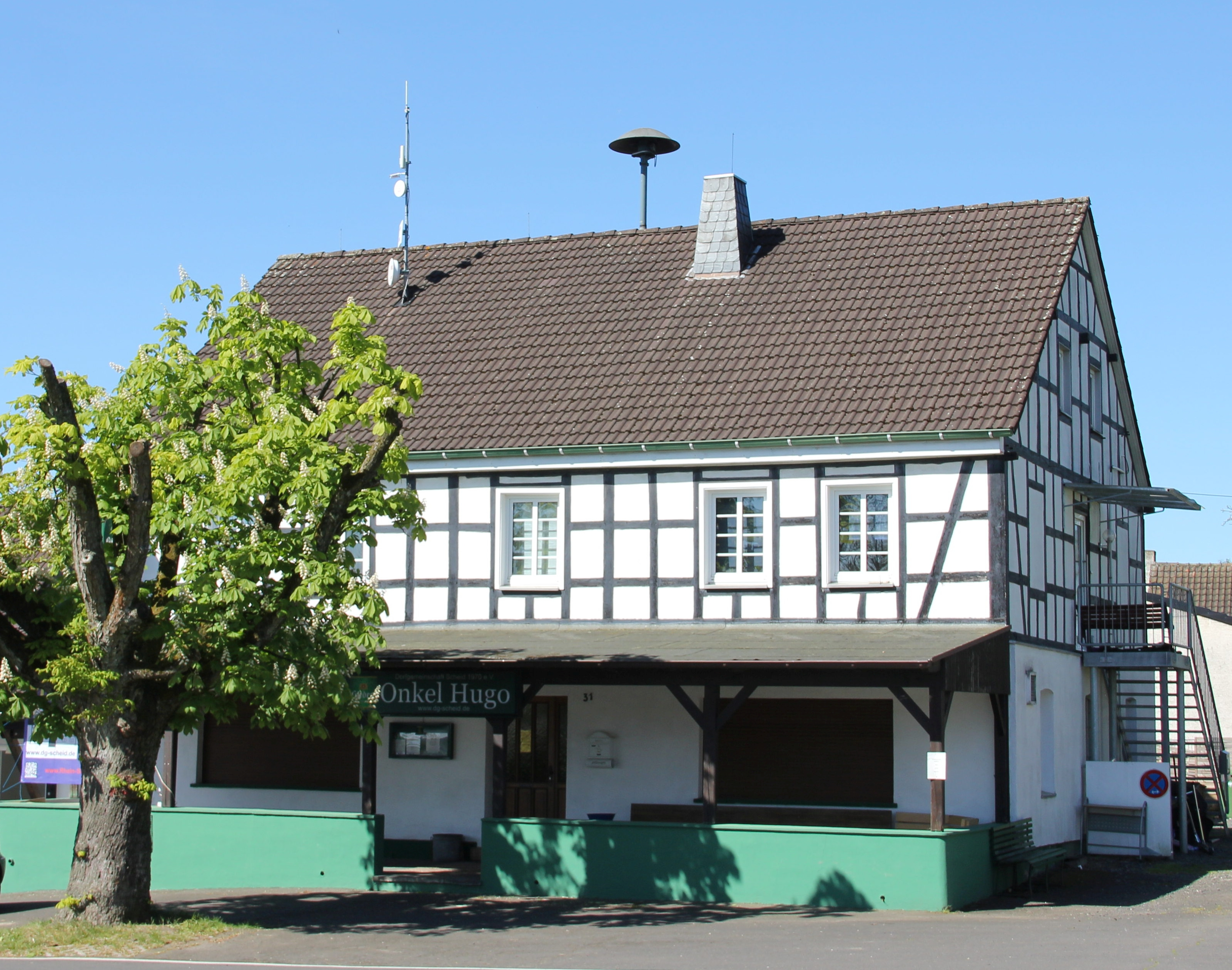
Ehemalige Traditionsgaststätte „Onkel Hugo“

## Geographie
Scheid liegt im Nordwesten Lohmars, auf dem zur Agger orographisch rechten Bergrücken. Umliegende Weiler und Ortschaften sind Stumpf, Weilerhohn und Birken im Norden, Gut Rosauel, Höhnchen und Schloss Auel im Nordosten, Wahlscheid im Südosten, Spechtsberg und Neuenhof im Süden sowie Dachskuhl und Schiefelbusch im Westen.
Scheid ist von Wald umgeben.
An Scheid fließt der Gammersbach, ein orographisch linker Nebenfluss der Sülz vorbei. Zur Agger hin fließt ein namenloser Bach, der rechts in die Agger mündet.

## Geschichte
Bis zum 1. August 1969 gehörte der Ort zur bis dahin eigenständigen Gemeinde Wahlscheid.

## Brauchtum
Die Dorfgemeinschaft Scheid 1970 e.V. betreibt die ehemalige Traditionsgaststätte Onkel Hugo und die Scheider Tenne.

## Verkehr
- Scheid liegt an der Landesstraße 84.
- Der Ort liegt in der Nähe zum Bahnhof Lohmar-Honrath bei Jexmühle.
- Das Anruf-Sammeltaxi (AST) ergänzt den Busverkehr im ÖPNV. Scheid gehört zum Tarifgebiet des Verkehrsverbund Rhein-Sieg (VRS).
- Der Bürgerbus Lohmar, Linie 4 verkehrt in Scheid[7]